# Етель Клейтон
Ете́ль Кле́йтон (англ. Ethel Clayton; 8 листопада 1882 — 6 червня 1966) — американська кіноакторка.

## Життєпис
Її акторська кар'єра почалася в 1909 році з участі в короткометражках студії «Essanay Film». в той же час відбувся її дебют на театральній сцені Бродвею, де наступні роки вона часто грала в мюзиклах і ревю, в тому числі в знаменитих «безумств Зігфелда» в 1911 році. У період піку своєї популярності з 1912 по 1926 рік Клейтон з'явилася більш ніж в ста німих картинах, серед яких фільми «Вовк» (1914), «У темряві» (1915), «Кінець поїздки» (1918) і «Принцеса з Хобокен» (1927).
З початком ери звукового кіно кар'єра Клейтон почала затухати. Актриса все ж продовжила зніматися, але їй доводилося задовольнятися лише ролями в епізодах. У 1947 році, після ряду таких ролей, вона пішла з кіно.
Першим чоловіком Клейтон був актор і її партнер по екрану Джозеф Кауфман, який у 1918 році помер під час епідемії іспанського грипу. Її другим чоловіком також був актор Ян Кейт, з яким вона була разом з 1928 року до розлучення в 1931 році.
Етель Клейтон померла в 1966 році в лікарні св. Іоанна міста Окснард, Каліфорнія, у віці 83 років. Похована на цвинтарі міста Вентура. Її внесок в кіноіндустрію США відзначений зіркою на Голлівудській алеї слави.

## Вибрана фільмографія
- 1916 — Прихований шрам / The Hidden Scar — Джанет Хол
- 1919 — Чоловік, жінка і гроші / Men, Women, and Money — Марсель Міддлтон
- 1920 — Тринадцята заповідь / The Thirteenth Commandment — Дафна Кіп
- 1920 — Гріхи Розанн / The Sins of Rosanne — Розанн Озанн
- 1922 — Її власні гроші / Her Own Money — Мілдред Карр
- 1933 — Секрети / Secrets — Одрі Карлтон
- 1947 — Небезпечні пригоди Поліни / The Peril of Pauline — леді Монтагю